# Papp Gabriella
Papp Gabriella (Budapest, 1963. október 22. –) a neveléstudományok doktora és az Eötvös Loránd Tudományegyetem Bárczi Gusztáv Gyógypedagógiai Kar dékánja 2019. július 12-től.

## Tanulmányai
Papp Gabriella az ELTE Radnóti Miklós Gyakorlóiskola tanulója volt.
1986-ban a Bárczi Gusztáv Gyógypedagógiai Tanárképző Főiskolán diplomázott oligofrénpedagógia-tiflopedagógiai szakon, majd az ELTE Bölcsészettudományi Karon szerzett előadói diplomát pedagógiából.
1986-ban kezdett tanítani a BGGyTF-en.
2002-ben szerzett PhD fokozatot neveléstudományból, majd 2013-ban habilitált az ELTE-n.

## Munkássága
Papp Gabriella az ELTE Neveléstudományi Doktori Iskola témavezetője.
Ő dolgozta ki az ELTE gyógypedagógus-képzési tanterveinek alap- és mesterszinten, valamint a doktori iskolában. 
Fő kutatási területe a fogyatékos gyermekek együttnevelése és a tanulásban akadályozott diákok képességfejlesztése. 
Mielőtt dékánná nevezték ki BGGyK gyakorlati és képzésfejlesztési ügyekért felelős dékánhelyetteseként dolgozott.
2019. július 12-én nevezték ki az ELTE Bárczi Gusztáv Gyógypedagógiai Kar dékánjává.

## Publikációi
- Vissi Tímea, Feketéné Szabó Éva, Papp Gabriella: Tanuláshoz szükséges készségek mérése DIFER programcsomaggal cerebrális parézissel élő gyermekek körében iskolába lépéskor, GYÓGYPEDAGÓGIAI SZEMLE: A MAGYAR GYÓGYPEDAGÓGUSOK EGYESÜLETÉNEK FOLYÓIRATA 48: (1-2) pp. 113-130.
- Katalin Billédi, Csilla Cserti-Szauer, Zsuzsa Kondor, Gabriella Papp, Andrea Perlusz: A Second Chance with Lifelong Guidance in Northern Hungary, FOGYATÉKOSSÁG ÉS TÁRSADALOM (2020 Special Issue) pp. 39-58.
- Papp Gabriella: Gyógypedagógia – hazai nézőpontból, In: Gereben, Ferencné; Bíró, Rita; Cserti-Szauer, Csilla; Egri, Tímea; Garai, Szilvia; Hegedüs-Beleznai, Csilla; Katona, Vanda; Lénárt, Zoltán; Sándor, Anikó; Radványi, Katalin; Sósné, Pintye Mária; Szekeres, Ágota (szerk.) Gyógypedagógia dialógusban, ELTE Bárczi Gusztáv Gyógypedagógiai Kar; Magyar Gyógypedagógusok Egyesülete (MAGYE) (2018) pp. 28-34.
- Papp Gabriella: Speciális oktatási lehetőségek gyermekkorban, In: Vekerdy-Nagy, Zsuzsanna (szerk.) A gyermekrehabilitáció sajátosságai, Medicina Könyvkiadó (2019) pp. 541-549.